# Eximiorhagada asperrima
Eximiorhagada asperrima é uma espécie de gastrópode  da família Camaenidae.
É endémica da Austrália.